# Alberto Ponticelli
Alberto Ponticelli (né le 10 juin 1969 à Milan) est un dessinateur de bande dessinée italien.

## Biographie
Actif depuis le milieu des années 1990, ce dessinateur réaliste spécialisé dans la science-fiction travaille à la fois pour les marchés italien, américain et français.

## Publications
- "Soldat inconnu", 4 tomes, 2002-2013.
- "Stellaire : l'appel des dieux", tome 1, 2004.
- "Starlight : la voie du crime est pavée de plomb", tome 1, 2004.
- "La rage au poing", 2007.
- "Sam & Twitch : les sorcières et l'écrivain", tome 2, 2012.
- "Animal Man : contre-nature", tome 2, 2013.
- "Green Lantern Saga", tome 25, 2014.
- "Futures end", tome 4, 2016.
- "Batman le chevalier noir : De l'argile",  tome 4, 2016.
- "Kirby & Me", 2017.
- "Batman le chevalier noir", intégrale tome 2, 2019.
- "UN3 : urgence niveau 3", 2021.
- "Goodnight paradise", 2021.
- "Godzilla : Gangsters & Goliaths", 2024.
- "Creature Commandos présente Frankenstein", 2024
- "L'île aux Orcs", 2025.

## Récompenses et distinctions
- 2009 : Prix Micheluzzi du meilleur dessinateur pour Blatta